# Сарі-Хосор
Сарі-Хосорський природний парк (тадж. Боғи табии Сари Хосор) організований Постановою Уряду Республіки Таджикистан від 25 жовтня 2003 року на території Балджувонського району. Площа парку становить — 3805 га.
Сарі-Хосорський природний парк розташований на півдні Таджикистану та відрізняється унікальними природними багатствами та гірськими мезофільними широколистяними лісами, що збереглися в Таджикистані. Сарі-Хосорський природний парк воістину унікальний, особливе багатство являють гірські ліси, що складаються з волоського горіха (Juglans regia), низки видів диких плодових дерев і чагарників.
Завдяки великій кількості кормів при дозріванні плодів в осінній період концентруються такі цінні промислові види тварин як кабан (Sus scropha nigrepus) та ведмідь (Ursus arctos isabellinus). Також мешкають сибірський гірський козел (Capra sibirica), уріал (Ovis vignei bocharensis), куниця кам'яна (Martes foina), видра (Lutra lutra), звичайна рись (Felis lynx), сніговий барс (Uncia uncia). У великій кількості трапляються кекліки (Alectoris kakelik), вяхир (Columbus polombus), горлиця велика (Steptopelia orientalis) та інші птахи.
Різноманітність фауни та флори заповідника розташованого у гірській місцевості дозволяє використовувати його для організації та розвитку різних видів туризму.
Цей унікальний природний парк є природною територією, що охороняється державою. Сарі-Хосорський природний парк управляється Міністерством охорони навколишнього середовища Республіки Таджикистан (МОП РТ).